# Dasispermum suffruticosum
Dasispermum es un género monotípico de plantas herbáceas perteneciente a la familia de las apiáceas.  Su única especie Dasispermum suffruticosum, es originaria de Sudáfrica.

## Descripción
Es una hierba muy glabra; con tallo erecto o postrado, estriado, ramificado, las hojas carnosas, bipinnatisectas; los foliolos cortos, obtusos o agudos. Las inflorescencias son terminales y laterales de umbelas de muchos rayos. El tallo cilíndrico y sufrútice. Hojas pecioladas, bi-pinnadas, con pinnas oblongas. Con pecíolo casi tan largo como la hoja. Las umbelas con 9-16 rayos.

## Distribución
Se encuentra en Sudáfrica en la orilla del mar y en las colinas de arena de Tablebay a Port Natal. 

## Taxonomía
Dasispermum suffruticosum fue descrita por (P.J.Bergius) B.L.Burtt y publicado en Royal Botanical Garden Edinburgh 45(1): 93. 1988.
- Capnophyllum jacquinii DC.
- Cicuta suffruticosa Poir.
- Cnidium suffruticosum Cham. & Schltdl.
- Conium africanum Jacq.
- Conium jacquinii D.Dietr.
- Conium rigidum Christm.
- Conium rugosum Thunb.
- Conium suffruticosum P.J.Bergius basónimo[4]